# Моравска Србија
Кнежевина Моравска Србија је историографски назив за једну од најзначајнијих српских средњовековних држава, насталих непосредно након распада Српског царства (1371). Као посебна област, почела је да се формира већ током последњих година владавине цара Стефана Уроша (1355—1371). Након цареве смрти, кнез Лазар (1371—1389) је успео да се учврсти као земаљски господар у областима које су обухватале слив Мораве (Велике, Западне и Јужне). Лазарева кнежевина се временом проширила, а 1389. године се супротставила турском надирању, што је довело до Косовске битке у којој је погинуо и кнез Лазар. Његов син и наследник, кнез Стефан Лазаревић, успео је да консолидује државу, по цену прихватања врховне турске власти. После битке код Ангоре (1402), кнез Стефан је добио титулу деспота, чиме је његова кнежевина прерасла у Српску деспотовину. Током овог периода, у српском градитељству и архитектури развио се Моравски стил.

## Рат са Алтомановићем
Лазар је дуго боравио на двору цара Уроша са скромном титулом ставилца. Лазар је напустио дворску службу када је Вукашин крунисан за краља. Баштина кнеза Лазара је родни Прилепац код Новог Брда. Спорно је било Косово око кога су се сукобљавали Мрњавчевићи, Лазар и Алтомановић. До битке је дошло 1369. године. Лазар се повукао, а Алтомановићева војска је страдала. Он сам једва се спасао. Вукашин, Марко Мрњавчевић и Балшићи спремали су се за напад на Алтомановича (пролеће 1371), али их је спречио долазак Турака. Санко Милтеновић је искористио Алтомановићев пораз да му привремено заузме Конавле (1370), а Лазар Рудник.
Користећи се отимањем мрњавчевићких територија, Никола Алтомановић је повратио Рудник и Звечан. Област Војиновића достигла је свој стари обим укључујући и приморске области Требиње, Конавли, Драчевицу, Попово поље и Сланско приморје. Мавро Орбин бележи да је преузео Вукашинове територије које су се граничиле са његовом облашћу. Био је најјачи обласни господар и превазишао је свога стрица. Као најмоћнијем великашу припала су му и два стара владарска трибута: српски доходак и кумерк соли које је исплаћивао Дубровник. Као и његов стриц, и Алтомановић је покушао да поврати Хум. Зарад тога је склопио савез са Венецијом и Балшићима против Дубровника, Котора и Драча (који су признавали угарску власт). Твртко и Лазар једва су дочекали помоћ и подстицање краља Лајоша да би се коначно решили Алтомановића. Удружено су, релативно лако, 1373. године уништили његову власт. Летописац је кратко забележио: „расипа свети кнез Лазар жупана Николу у Ужицу и ослепи га”. Лазар, његови рођаци Мусићи и Вук Бранковић заузимају северне и источне делове Алтомановићеве државе (између Рудника и Косова), горњи слив Дрине заузима Твртко, а приморске области Балшићи.

## Окончање раскола
Лазар је поседовао и црквени легитимитет јер га је црква признавала за самодржавног владара свих Срба, а таквим га је сматрала и цариградска патријаршија. Имао је статус једнак статусу војводе Влашке и Молдавије. Стога је он и покренуо иницијативу ка измирењу две цркве. Раскол између Српске и Цариградске патријаршије постојао је од 1350. године. Од цркве је одлучен српски двор и патријарх, док остала црква (ниже свештенство) и народ нису били екскомуницирани, али су трпели последице двадесетпетогодишњег раскола. Управо због потребе да озакони свој владарски и самодржавни положај, Лазар је покренуо ово питање. Делимично измирење постигнуто је и раније. Цариград је 1364. године ступио у контакт са царицом Јеленом, а непосредно пред битку на Марици дошло је до измирења са Угљешом Мрњавчевићем зарад чега је деспот 1368. године морао осудити Душанову политику као узурпацију византијских царских и црквених права. Раскол је био препрека уједињењу Моравске Србије и Византије против Османског царства. Више није било озбиљних политичких разлога за сукоб, док је разлога за помирење било веома много. Светогорски старци на челу са Исаијом, дошли су 1374. године у Србију и обратили се кнезу Лазару (а не Ђурђу Балшићу на чијој територији се налазио Пећ). Патријарх Сава се нерадо сложио са слањем посланства у Цариград. У византијској престоници брзо је постигнут споразум. Српска страна је попустила у погледу градова и одрекла се грчких епархија, а византијска страна је попустила у погледу чина и прихватила је чин српског патријарха. У Призрену, над гробом Душана, прочитан је акт о помирењу, управо у време када је умро патријарх Сава (1375).
Ђурађ Балшић и Лазар Хребељановић су октобра исте године сазвали сабор на коме је за патријарха изабран Јефрем (1375—1379; 1389—1392). Јефрем је једно време провео у Хиландару на Светој Гори, а потом је био игуман у Србији. Живео је у Дечанској пустињи до 1354. године када је премештен у Ждрело. Током своје владавине, Јефрем се супротстављао јереси (масалијанству неког Влаха) и коначно отворио врата Светогорцима и грчком утицају у српској цркви. Повукао се 1379. године након чега Лазар сазива сабор на коме је за новог патријарха изабран Спиридон (1379—1389). Након смрти Спиридона, Јефрем је био патријарх до 1392. године када је изабран Данило.

## Титула
У својим повељама је Лазар јасно изложио претензије ка свим српским земљама. Он се назива „кнез Србљем”, „самодржац господин Србљем”, „самодржац све српске земље”. Самодржавност су истицали и владари пре проглашења Царства док то током владавина Душана и Уроша није било потребно јер је царска титула подразумевала самодржавност. Обласни господари наставили су наглашавају самодржавност. Лазар употребљава име „Стефан” и лик Стефана Првомученика, заштитника династије Немањић, на свом печату. Потписује се црвеним мастилом као законити наследник Немањића. Лазар је 1379. године почео и званично да се титулише као „самодржац све Србије”. Сличну титулу носио је Стефан Немањић што се види у повељи Хиландару из 1200. године. Обласни господари признали су врховну власт кнеза Лазара тек од 1386. године што показују неке повеље Ђурђа Страцимировића и Вука Бранковића. Марко Мрњавчевић и Драгаши, као турски вазали, нису били ни у каквом односу према Лазару.

## Успон Моравске Србије и Косовски бој
После слома Николе Алтомановића напредује кнез Лазар Хребељановић. Пре рата са Растислалићима који су владали пределима између Моравске Србије и Угарске, Лазар је угушио устанак Новака Белоцрквића и Николе Зојића. Остала властела била му је верна. Челник Муса управљао је областима око Копаоника, а Цреп Вукославић и Витомир око Параћина. Лазар је 1379. године потиснуо из Кучева и Браничева Радича Бранковића Растислалића. Сада је држао средишње делове Српског царства, исходиште државе Немањића. После победе над Радичем долазе до изражаја његове владарске претензије које је подржавала и црква. Прогласио се за „самодршца свих Срба”. Први упад Турака забележен је 1381. године и завршен је поразом Турака на Дубравници код Параћина (од Црепа и Витомира). Српска војска под Лазаром спречила је турски продор код Плочника на Топлици 1386. године. Турци, дакле, нису имали успеха између 1371. и 1389. године. Мурат се зато одлучио на одлучујући сукоб. Напао је 1389. године Косово и Скопље. Вук Бранковић се осетио угроженим. Твртко је такође очекивао одмазду јер је један турски одред поражен 1388. године код Билеће. Једино је Ђурађ Страцимировић био на страни Турака и није учествовао у походу.
Мурат је прикупио снаге из азијских и европских делова Царства. Са њим су били и Бајазит и Јакуб. Преко Драгашевих области Турци су избили на Косово. На Видовдан, 15 (28) . јуна 1389. године дошло је до жестоког сукоба. Оба владара су погинула (по први пут у историји Балкана). Најстарији извор настао је 12 дана након битке. То су вести монаха Игњатија према којима се може закључити да су победу однели Турци. Твртко је у својим писмима Трогиру и Фиренци битку представио као своју победу јер је емир страдао, а босанска војска под Влатком Вуковићем се вратила са незнатним губицима. Он је пренео причу како се дванаесторица ратника пробијају мачевима до Муратовог шатора. Вест о бици допрла је чак до Париза. Млечани су такође били збуњени исходом и изјавили су саучешће Бајазиту због смрти оца. Похвални списи посвећени кнезу Лазару такође говоре о српској победи. Константин Филозоф битку представља као пораз Срба. Према томе, на основу већине савремених извора, Турци нису добили битку на Косову. Међутим, добили су рат са Србима. Последице су биле далеко теже по слабију страну. Иако релативно добро насељена и војнички уређена, Србија се није могла мерити са Османским царством.

## Наследници кнеза Лазара
С војничког аспекта исход битке био је нерешен, а пошто је Бајазит ужурбано отишао деловало је као да су Срби победили. Рат су, међутим, добили Турци, а српске земље окупљене око кнеза Лазара распале су се након његове погибије. Угари нападају са севера, а властела је кренула да се разрачунава. У том циљу сазван је сабор Лазаревих сарадника и Стефанових присталица, а најистакнутије место имала је црква на челу са Спиридоном. Донета је одлука о миру са Турцима како би се решили проблеми са Угарима и осамостаљеном властелом. Стефан и Вук постали су турски вазали, а Оливера је послата у харем. Стефан Лазаревић је био потчињен Турцима све до 1402. године. Вук Бранковић није желео мир са Турцима. Одржавао је добре односе са Твртком и Дубровником. Вук је ословљаван као „благоверан и христољубив” што указује да је заузео положај какав је до тада имао Лазар. Милица сазива сабор и 1390. године је Данило изабран за патријарха док се Јефрем повлачи у Пећ. Данило је заслужан за канонизацију и пренос моштију из Приштине у Раваницу, а слика о жртви кнеза Лазара, који постаје светац и мученик, постаје све израженија. Губитком живота стекао је вечну славу и небеско царство што је за хришћане веома значајно. Канонизација Лазаревића учврстила је њихов положај од претензија Бранковића. Стефан и Вук постали су изданци свеца и најдостојнији наследници Немањића.
Твртко је након Косовске битке пажњу усмерио ка освајању хрватских земаља, а Лазаревиће није угрожавао. Умро је 1391. године, а у Босни се осамостаљују обласни господари: Хрвоје Вукчић, Сандаљ Хранић и кнез Павле Раденовић. Вук Бранковић пружа отпор Турцима три године. Турци му 1392. године одузимају Скопље и он постаје турски вазал уз обавезу харача и војне обавезе. Он је, међутим, био нелојалан вазал па је његов отпор скршен 1396. године. Највећи део његових области предат је Стефану Лазаревићу. Након битке на Ровинама Турци заузимају области настрадалих Марка Мрњавчевића и Константина Драгаша. Угрожавају и Ђурђа Страцимировића. Он је успео да преотме градове које је изгубио и даје их на чување Венецији која их је задржала за себе. Лазаревићи су сачували, и чак проширили своју област захваљујући подршци цркве и Турака. На државном сабору из 1393. године Стефан је формално преузео власт као „велики кнез Стефан, самодржац и владар Срба”. Милица се замонашила, али је и даље учествовала у политичком животу. Део власти припао је и Вуку Лазаревићу. Подршка Турака Лазаревићима била је, међутим, привремена и неискрена. Они подстичу 1397. године Новака Белоцрквића и Николу Зојића на устанак који је угушен након чега Турци поново нападају српске земље. Милица склапа мир. Бајазит око 1401. године одузима области Бранковића Стефану и даје их Вуковим синовима Лазару, Ђурђу и Гргуру. Након битке код Ангоре, Бајазит је заробљен, а Стефан Лазаревић и Ђурађ Бранковић беже у Цариград. Стефан је отказао послушност Турцима и окренуо се Византији добијајући титулу деспота. Византија је ослобођена вазалних обавеза према Турској што је љутило Стефана. Избија десетогодишњи сукоб између Бранковића и Лазаревића. Стефан постаје угарски вазал јер од Византије није могао очекивати помоћ. Добија Мачву, Београд и Голубац. Стефан преузима и ктиторство над краљевским манастирима Немањића, а стиче и наклоности светогорских монаха 1402. године. Они су до тада били присталице Вука Бранковића.
Проглашењем Српске деспотовине, Моравска Србија престаје да постоји.

## Привреда
Привреда кнежевине Србије огледала се у трговини, махом са Дубровачком републиком и рударству које је било у сталном успону током XIV века.

## Култура
На културном плану држава је кренула да се развија на нови аутентични начин који није био инспирисан Византијом која се већ тада налазила на издисају. Монахиња Јефимија ствара своје најважније дело, златовезну „похвалу кнезу Лазару”, а у домену сакралне архитектуре стварају се, са Лазарицом и Раваницом, темељи новом уметничком правцу тзв. Моравској школи која ће свој потпуни сјај достићи у српској деспотовини. Сам стил, који је уједно и једини аутентични српски стил назван је по реци Морави, у чијем сливу су и подизани сакрални објекти. Сем Раванице и Лазарице најзначајнији објекти овог стила су и манастири Љубостиња, Каленић и Манасија.
Основну карактеристику овог стила представља основа цркве у облику тролиста, односно триконхоса која је заправо црква са основом уписаног крста, као у Вардарском стилу, којој су, уз олтарску, придодате две певничке апсиде са јужне и северне стране по узору на светогорске манастире. Код нормалне основе цркве, унутрашњост је иста као код Вардарског стила, док код сажете основе постоје неке разлике. По својој спољашњој обради грађевине Моравског стила су веома сличне онима из Вардарског стила, јер користе сиво или жућкасто камење црвене опеке, мада има и оних са малтерисаним фасадама (Раваница). Међутим, за разлику од Вардарског стила у коме нису увек камење и опеке уграђивани тако да формирају украсне шаре, у Моравском је то обавеза, поготово највишег појаса. Поред тога, врло чест случај је и употреба камених розета, као и рељефа који покривају све оквире портала, прозора и лукова.
Од световне и фортификационе архитектуре у овом периоду има врло мало трагова, махом у рушевинама, који се могу наћи у склопу манастира Раванице и Града Цара Лазара у Крушевцу у чијој је изградњи коришћен разноврстан грађевински материјал чиме је он поред функционалне, добио и естетску страну.

## Кнежеви Србије
- Лазар Хребељановић (1371—1389)
- Стефан Лазаревић (1389—1402)

Милица (савладар 1389—1393)

## Галерија
- Лазар Хребељановић, фреска у манастиру Љубостиња
- Остаци донжон-куле у Крушевачком Граду
- Милица Хребељановић на фресци у Љубостињи
- Стефан Лазаревић, фреска у манастиру Манасија
- Вук Лазаревић
- Патријарх српски Јефрем
- Патријарх српски Спиридон
- Патријарх српски Данило
- Сабор у Призрену пред Косовску битку, Стева Тодоровић
- Косовска битка
- Султан Мурат
- Битка код Никопоља
- Битка код Ангоре